# Memoirs of Emma Courtney
Memoirs of Emma Courtney (Mémoires d'Emma Courtney) est un roman épistolaire de Mary Hays, publié pour la première fois en 1796.  
Le roman est en partie autobiographie et est fondé sur l'amour de l'auteur elle-même pour le réformateur social William Frend, amour non payé de retour. La relation de Mary Hays avec William Godwin est reflétée au travers de la correspondance philosophique qu'entretient son héroïne éponyme avec Mr Francis. Les moralistes de l'époque sont scandalisés par la manière dont le roman traite la passion féminine, mais Mary Hays est de nos jours considérée comme une « pionnière féministe ».